# Пазарджик
Па́зарджик (до 1934 года — Татар Пазарджик; устар. Базарджик или Татар Базарджик) — город на юге Болгарии, в центральной части Верхнефракийской низменности, севернее Родопских гор, на реке Марица, в 110 км от Софии и 36 км от второго по величине города страны — Пловдива. Пазарджик основан в 1485 году на месте фракийского поселения Бесапара. В старину облик города во многом определяли 20 мечетей с островерхими минаретами. Сегодня в Пазарджике сохранились лишь две мечети — Эскиджамия (1540) и Куршумджамия (1667).
| Год  | Население |
| ---- | --------- |
| 1985 | 77 278    |
| 1992 | 82 578    |
| 2000 | 77 639    |
| 2005 | 76 570    |
| 2010 | 75 346    |

## Города-побратимы
Город-побратим — Ставрополь (Ставропольский край),  Россия

## Известные уроженцы и жители
- Величков, Константин (1855—1907) — болгарский писатель, поэт, общественно-политический и государственный деятель, художник.
- Георги Георгиев (род. 1976) — спортсмен дзюдоист. Бронзовый призёр Олимпийских игр 2004 года (Афины) по дзюдо в категории до 66 кг. Главный тренер национальной сборной команды Болгарии по дзюдо. Основатель клуба дзюдо «Кодокан Пазарджик».
- Джуджев, Стоян (1902—1997) — болгарский музыкальный фольклорист и музыковед.
- Муравиев, Константин (1893—1965) — премьер-министр Болгарии (1944).
- Траянов, Теодор (1882—1945) — болгарский поэт. Почётный гражданин Пазарджика.
- Фурнаджиев, Никола (1903—1968) — болгарский поэт.
- Ваня (род. 1977) — болгарская поп-фолк-певица
- Ованес Саваджян (1844—1906) — железнодорожный телеграфист, почётный гражданин и мэр Пазарджика. В 1878 изменил текст османской телеграммы, благодаря чему спас город от погрома.[5]

## Галерея

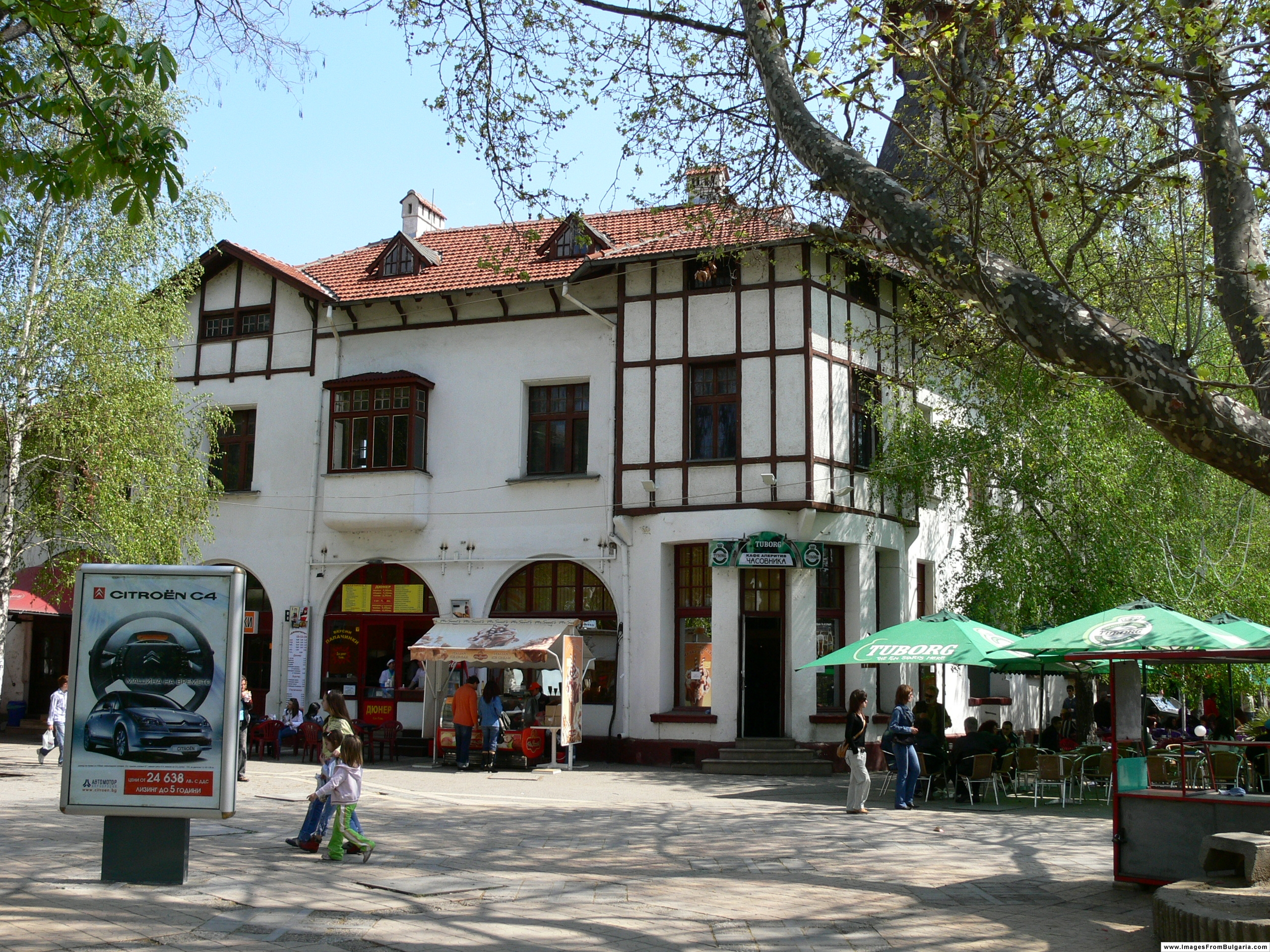
Старое здание
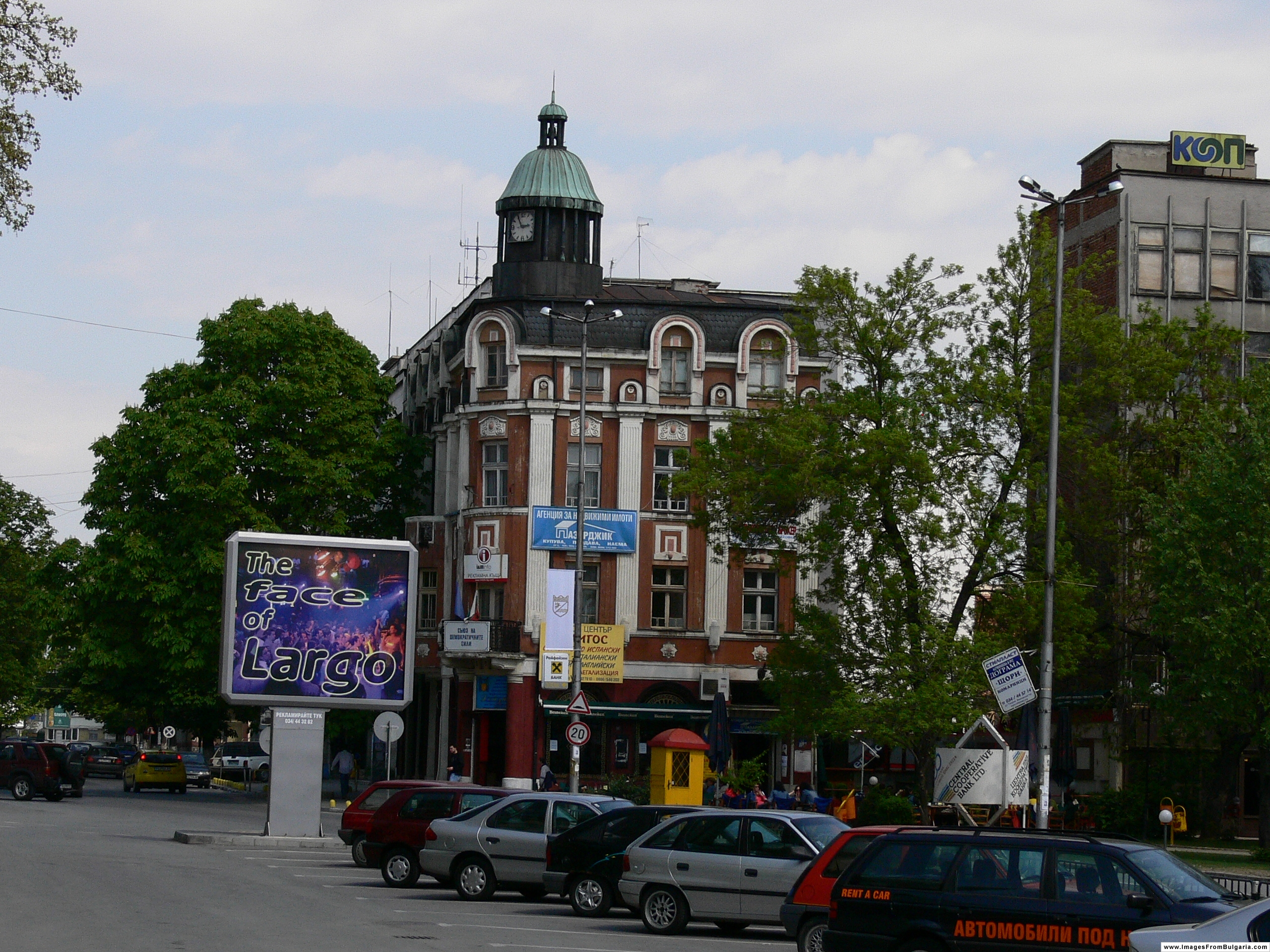
Улицы города
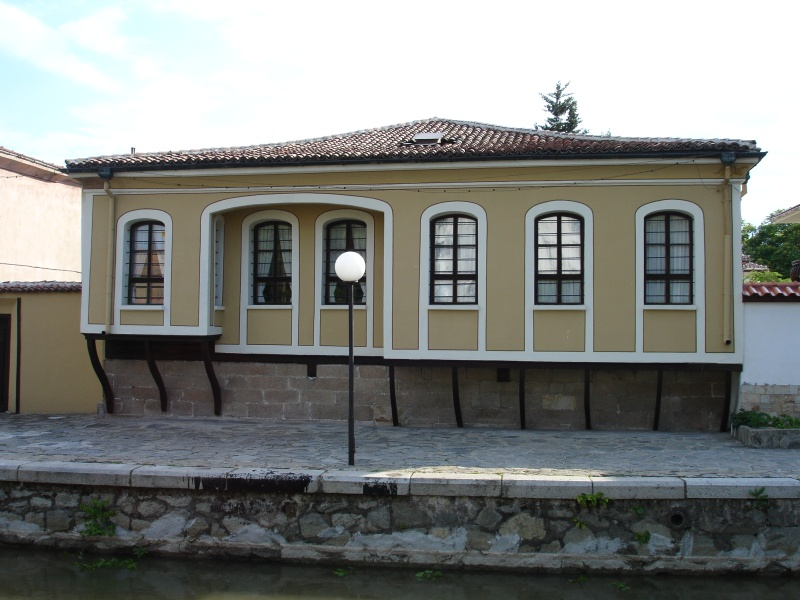
Дом Станислава Доспевского